# Palas Jaya
Palas Jaya is een bestuurslaag in het regentschap Lampung Selatan van de provincie Lampung, Indonesië. Palas Jaya telt 2324 inwoners (volkstelling 2010).